# Temes
Temes (llamada oficialmente Santa María de Temes) es una parroquia y una aldea española del municipio de Carballedo, en la provincia de Lugo, Galicia.

## Organización territorial
La parroquia está formada por nueve entidades de población, constando ocho de ellas en el nomenclátor del Instituto Nacional de Estadística español:

### Entidades de población
Entidades de población que forman parte de la parroquia:
- A Cuqueira
- A Enfonxa
- A Laxa
- Alvite
- O Vao
- Pasarín
- San Lourenzo
- Santes[5] (As Antes)
- Temes

## Demografía

### Parroquia
| Gráfica de evolución demográfica de Temes (parroquia) entre 2000 y 2019 |
|                                                                         |
| Datos según el nomenclátor publicado por el INE.                        |

### Aldea
| Gráfica de evolución demográfica de Temes (aldea) entre 2000 y 2019 |
|                                                                     |
| Datos según el nomenclátor publicado por el INE.                    |